# Korfantów (plaats)
Korfantów (Duits: Friedland in Oberschlesien) is een stad in het Poolse woiwodschap Opole, gelegen in de powiat Nyski. De oppervlakte bedraagt 10,22 km², het inwonertal 1923 (2005).